# فرديناند ألبرخت الثاني دوق براونشفايغ-فولفنبوتل
فرديناند ألبرخت (الألمانية:Ferdinand Albrecht؛ 29 مايو 1680 - 2 سبتمبر 1735)، كان دوق براونشفايغ لونيبورغ كـ أمير فولفنبوتل في 1735 قبل وفاته بستة أشهر، وأيضا كت ضابطاً في جيش الإمبراطورية الرومانية المقدسة.

## الحياة
فرديناند ألبرخت هو الابن الرابع لـ فرديناند ألبرخت الأول دوق براونشفايغ-فولفنبوتل-بيفيرن والأميرة كريستينه فيلهلمينه من هسن-إشفيغه.
قاتل فرديناند ألبرخت إلى جانب الإمبراطور ليوبولد الأول في حرب الخلافة الإسبانية، وفي 1704 أصبح معاون للإمبراطور، وفي 1707 تم ترقيته إلى لواء، وأخيراً في 1711 أصبح فيلد مارشال وخلال الحرب العثمانية النمساوية بين عامي 1716-18 قاتل إلى جانب الأمير يوجين من سافوي، بحيث شارك في معارك بلغراد وبيتروفاردين، وأيضا أصبح قائد قلعة كومارنو.
بعد وفاة ابن عمه وحماه لودفيغ رودولف في مارس 1735 ورث عنه إمارة فولفنبوتل ومع ذلك توفي بعد ستة أشهر من استلمه المنصب، وخلفه ابنه البكر.

## الزواج والذرية
تزوج فريناند البرخت من أنطوانيت أمالي من براونشفايغ-فولفنبوتل ابنة ابن عمه لودفيغ رودولف وزوجته كريستينه لويزه من أوتينغن-أوتينغن في 15 أكتوبر 1712 هي شقيقة الصغرى لـ إمبراطورة الرومانية المقدسة والدوقة روسيا الكبرى، وكان لديهم ثلاثة عشر ابناً:-
1. كارل الأول دوق براونشفايغ-فولفنبوتل (1 أغسطس 1713 - 26 مارس 1780)؛ تزوج من الأميرة فيليبينه شارلوته من بروسيا؛ لهم ذرية.[1]
2. أنتون أولريخ (28 أغسطس 1714 - 4 مايو 1774)؛ تزوج من الدوقة الكبرى آنا ليوبولدوفنا من روسيا هي حفيدة إيفان الخامس قيصر روسيا؛ لديهم ذرية بما في ذلك إيفان السادس إمبراطور روسيا.[1]
3. إليزابيث كريستين (8 نوفمبر 1715 - 13 يناير 1797)؛ تزوجت من فريدرش الثاني العظيم ملك بروسيا هو شقيق الأميرة فيليبينه من بروسيا؛ ليس لديهم ذرية.[1]
4. لودفيغ إرنست (25 سبتمبر 1718 - 12 مايو 1788)؛ كان فيلد مارشال في الإمبراطورية الرومانية المقدسة وجمهورية هولندا؛ غير متزوج.[1]
5. فرديناند (12 يناير 1721 - 3 يوليو 1793)؛ كان فيلد مارشال في مملكة بروسيا؛ غير متزوج.[1]
6. لويزه (29 يناير 1722 - 13 يناير 1780)؛ تزوجت من أوغست فيلهلم من بروسيا هو شقيق فريدرش العظيم والأميرة فيليبينه؛ لديه ذرية بما في ذلك فريدرش فيلهلم الأول ملك بروسيا.[1]
7. صوفي أنطوانيت (23/13 يناير يناير 1724 - 17 مايو 1802)؛ تزوجت من إرنست فريدرخ دوق ساكس-كوبرغ-سالفيلد؛ لهم ذرية.[1]
8. ألبرخت (1725-1745)؛ غير متزوج.[1]
9. شارلوته (1726-1766)؛ غير متزوجة.[1]
10. تيريز ناتالي (4 يونيو 1728 - 26 يونيو 1778)؛ كانت الأميرة-راهبة في دير غاندرسهايم.[1]
11. يوليانا ماريا (4 سبتمبر 1729 - 10 أكتوبر 1796)؛ تزوجت من فيريدريك الخامس ملك الدنمارك والنرويج؛ لديهم ابناً واحداً، وهي جدة كريستيان الثامن ملك الدنمارك والنرويج.[1]
12. فريدرخ فيلهلم (1731-1732)؛ توفي رضيعاً.[1]
13. فريدرخ فرانز (1732 - 14 أكتوبر 1758)؛ كان عسكري في مملكة بروسيا؛ غير متزوج.

يعتبر فرديناند ألبرخت من خلال العديد من أبنائه جد للعديد من الملوك وأمراء والنبلاء بما في ذلك: كارولين من براونشفايغ، ملكة بريطانيا العظمى؛ إيفان السادس إمبراطور روسيا؛ فريدرخ فيلهلم الثاني ملك بروسيا، فريدرخ فيلهلم الثالث ملك بروسيا وفيلهيلمينه من بروسيا ملكة هولندا وفيلم الأول ملك هولندا، وفيلهلم الأول إمبراطور الألمان وألكسندرا فيودوروفنا إمبراطورة روسيا؛ ليوبولد الأول ملك بلجيكا، وألبرت من ساكس-كوبورغ وغوتا وفرناندو الثاني ملك البرتغال وفيكتوريا ملكة المملكة المتحدة وليوبولد الثاني ملك بلجيكا وكارلوتا إمبراطورة المكسيك، وفرديناند الأول ملك بلغاريا؛ كريستيان الثامن ملك الدنمارك والنرويج، ولويزه من هسن-كاسل ملكة الدنمارك.